# Blackburneus detruncatus
Blackburneus detruncatus är en skalbaggsart som beskrevs av Schmidt 1908. Blackburneus detruncatus ingår i släktet Blackburneus och familjen Aphodiidae. Inga underarter finns listade.